# Acronicta tartarea
Acronicta tartarea är en fjärilsart som beskrevs av Smith. Acronicta tartarea ingår i släktet Acronicta och familjen nattflyn. Inga underarter finns listade i Catalogue of Life.